# Dragon in Jail
Pour plus de détails, voir Fiche technique et Distribution.
Dragon in Jail (獄中龍, Yu zhong long) est un film d'action hongkongais réalisé par Kent Cheng et sorti en 1990 à Hong Kong.
Il totalise 10 451 120 HK$ de recettes au box-office.

## Synopsis
Wayne Cheung (Kenny Ho (en)) est un riche héritier ayant commis un crime parce qu'il était incapable d'accepter le fait que sa mère s'était remariée. Après avoir été condamné à la prison ferme, il est brutalisé par ses détenus mais aidé par son compagnon de cellule Henry (Andy Lau), avec qui il devient ami. Après sa libération, Wayne étudie le droit en Grande-Bretagne, tandis qu'Henry rejoint les triades en raison de son environnement familial. Deux ans plus tard, Wayne revient à Hong Kong et devient avocat, tandis que Henry est devenu chef de gang. En raison de son conflit avec un autre chef de triade, Charlie Ma (Ho Ka-kui (en)), la femme enceinte de Henry, Winnie (Gigi Lai), est violée et tuée. Henry se venge plus tard de Ma et, bien que gagnant, il est de nouveau emprisonné et Wayne devient son avocat de la défense. Avec son aide et celui de son ami Skinny (John Ching), il tente de sortir de prison.

## Fiche technique
- Titre original : 獄中龍
- Titre international : Dragon in Jail
- Réalisation : Kent Cheng
- Scénario : Nam Yin
- Photographie : Abdul M. Rumjahn
- Montage : Wong Ming-lam et Chan Kei-hap
- Musique : Lowell Lo
- Production : Eddy Chan
- Société de production : Legend Films
- Société de distribution : Newport Entertainment
- Pays d'origine :  Hong Kong
- Langue originale : cantonais
- Format : couleur
- Genre : action
- Durée : 101 minutes
- Dates de sortie :
  -  Hong Kong : 27 septembre 1990
  -  Taïwan : 28 septembre 1990
  -  Corée du Sud : 5 janvier 1991

## Distribution
- Andy Lau : Henry Tse
- Kenny Ho (en) : Wayne Cheung
- Gigi Lai : Winnie Sung
- Ho Ka-kui (en) : Charlie Ma
- Lung Fong : CK Chong
- John Ching : Skinny
- Melvin Wong : le gardien de prison
- Tomi Wong : la mère de Wayne
- Wai Kei-shun : le beau-père de Wayne
- Victor Hon : le père de Henry
- Lam Yin-ming : Mandy
- Lam Chung : le sergent Fung
- Shing Fui-on : Frère Taureau
- Leung Kam-san : Sean Man Cheung-hung
- Law Shu-kei : le juge
- Lau Yuk-kei : Peter
- Lee Chun-kit : l'assisant du sergent Fung
- Kong Foo-keung : un membre de la triade